# Ла-Каруба (авіабаза)
Авіаба́за Ла-Каруба — аеродром (геліпорт) з інфраструктурою базування військової авіації в Тунісі, розташований у 7 км на захід-південний-захід від Бізерти і у 2 км на північний-схід від авіабази Сіді-Ахмед. Авіабаза військово-повітряних сил Тунісу.

## Історія авіабази
Авіабаза на північному березі протоки Гуле-дю-Лак була побудована ще за часів французького протекторату, щонайменше до 1917 року, коли був призначений перший командир бази. Довгий час летовище забезпечувало базування гідролітаків.
Під час Другої світової війни декілька разів піддавалася бомбардуванням.
Після війни відновлена як база військово-морської авіації. На ній базувалися флотилії 4F (вересень 1952 — липень 1958), 12F (серпень 1953 — листопад 1953), 15F (листопад 1953 — квітень 1955), 12F (грудень 1955 — липень 1963), 28F (березень 1956 — грудень 1960), 11F (березень 1957 — січень 1962), 17F (серпень 1958 — березень 1962), 14F (липень 1961 — липень 1963) морської авіації Франції.
Залишена французами у жовтні 1963, після бізертинської кризи. З того часу — база ВПС Тунісу.

## Базування
- 31-а вертолітна ескадрилья Bell-205, UH-1 Iroquois
- 32-а вертолітна ескадрилья, Alouette II, Eurocopter AS350
- 33-а вертолітна ескадрилья
- 36-а вертолітна ескадрилья